# مفاعل فلوريد الثوريوم السائل

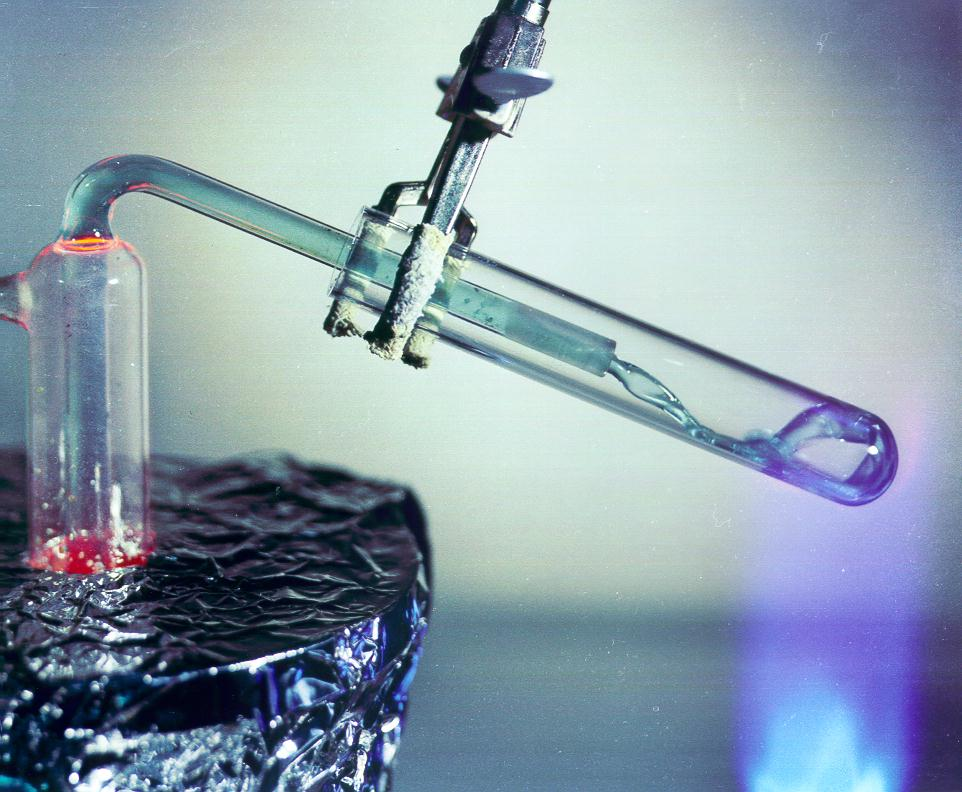
فلوريد الثوريوم السائل

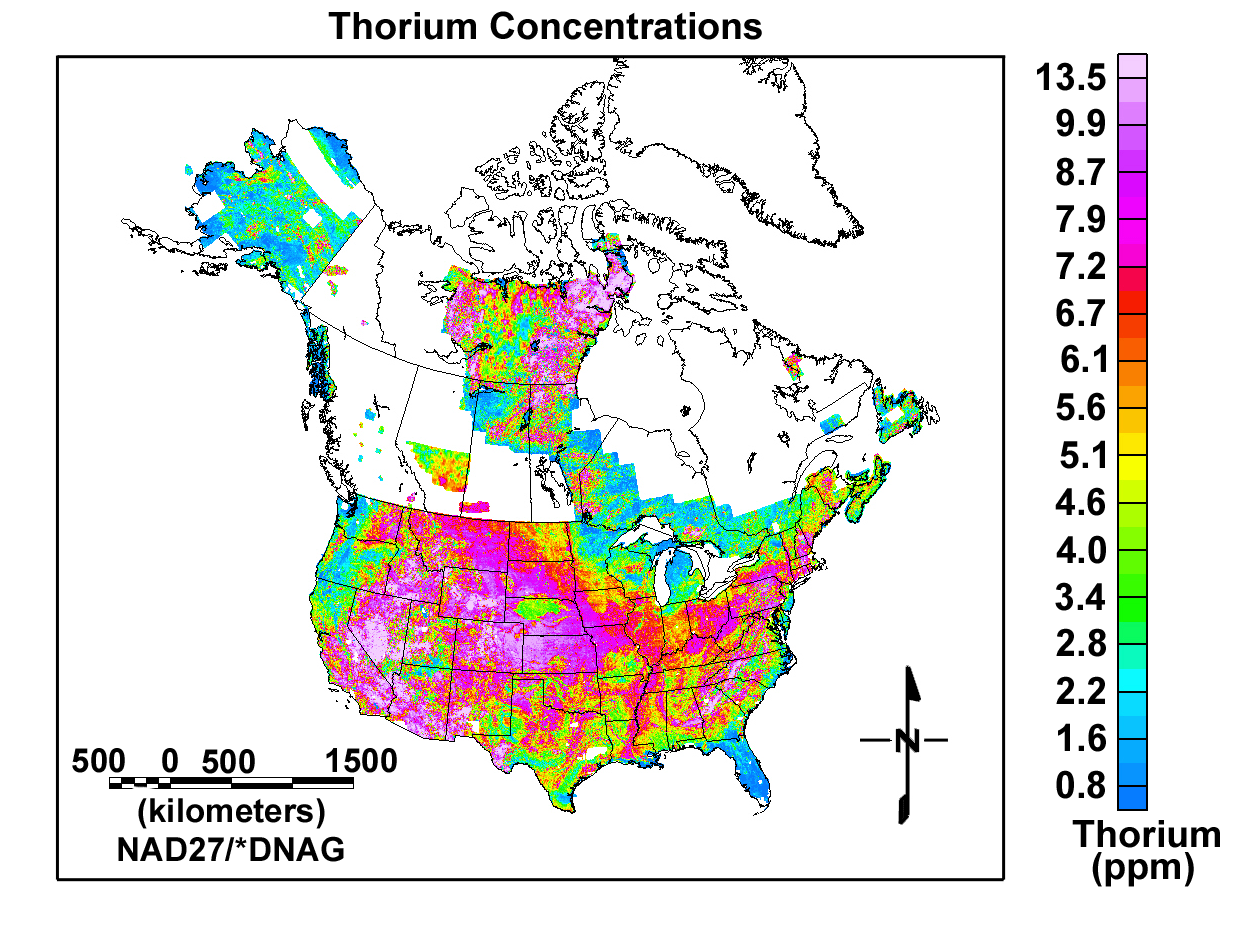
الثوريوم وتوفره في الأرض

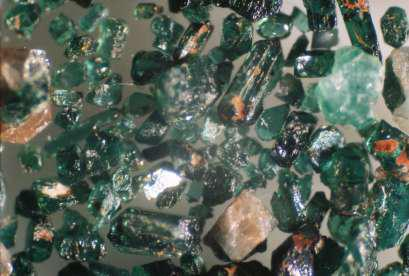
بلورات صغيرة من الثوريوم

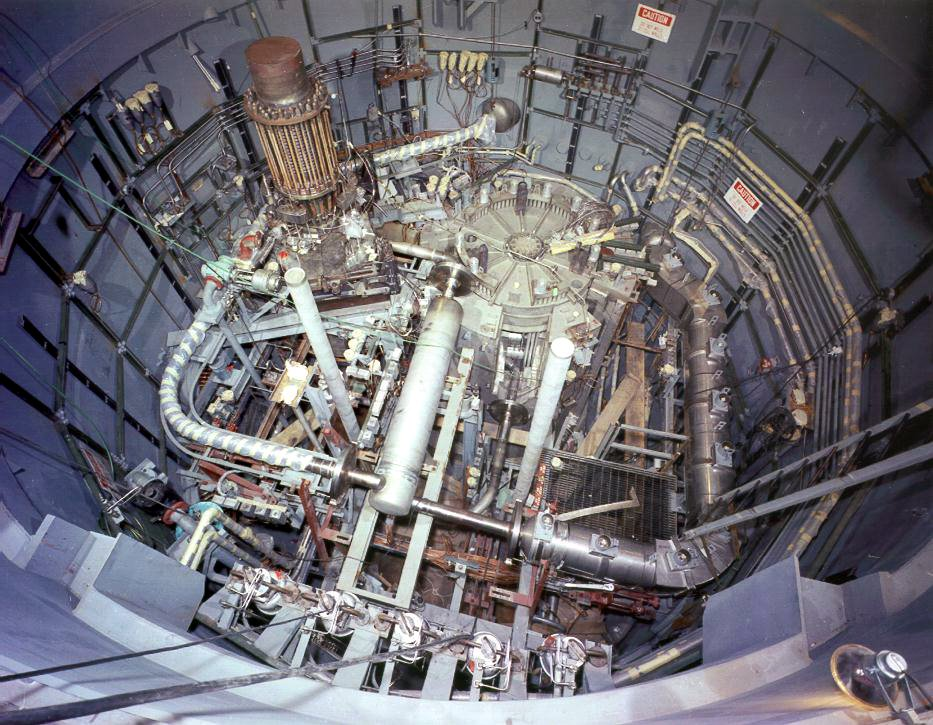
مفاعل الملح المنصهر في مختبر أوك ردج الوطني

مفاعل فلوريد الثوريوم السائل هو نوع من مفاعل الملح المنصهر. يستخدم مفاعل فلوريد الثوريوم السائل دورة وقود الثوريوم مع ملح سائل منصهر وقائم على الفلورايد.

## التصميم
```
في التصميم النموذجي يتم ضخ السائل بين جوهر حاسم 
ومبادل حراري
 خارجي حيث يتم نقل الحرارة إلى ملح ثانوي غير مشع.
[
2
]
 ثم ينقل الملح الثانوي حرارته إلى 
التوربينات البخارية
 أو 
التوربينات الغازية
 ذات الدورة المغلقة.
[
3
]
```

## نبذة
تزود المفاعلات التي تعمل بالملح المنصهر الوقود النووي المخلوط في ملح منصهر. لا ينبغي الخلط بينها وبين التصميمات التي تستخدم ملحًا منصهرًا للتبريد فقط (مفاعل فلوريد الثوريوم السائل ذات درجة حرارة مرتفعة، ولا يزال يحتوي على وقود صلب.
تم التحقيق في مفهوم مفاعل فلوريد الثوريوم السائل لأول مرة في مختبر أوك ردج الوطني في الستينيات. كان مفاعل فلوريد الثوريوم السائل مؤخرًا موضع اهتمام متجدد في جميع أنحاء العالم. عبرت كلا من اليابان والصين والمملكة المتحدة والشركات الأمريكية الخاصة والتشيكية والكندية والأسترالية عن نيتها لتطوير التكنولوجيا وتسويقها.

## المميزات
يختلف مفاعل فلوريد الثوريوم السائل عن مفاعلات الطاقة الأخرى في كل جانب تقريبًا: فهي تستخدم الثوريوم الذي يتحول إلى يورانيوم، بدلاً من استخدام اليورانيوم مباشرةً؛ يتم تزويده بالوقود عن طريق الضخ بدون إغلاق؛ يستخدم سائل الملح، والذي يسمح بدرجات حرارة تشغيل أعلى، وبالتالي يسمح بضغط أقل بكثير في النظام. هذه الخصائص المميزة تؤدي إلى العديد من المزايا المحتملة، وكذلك تحديات التصميم.

## وصلات خارجية
- قاعدة بيانات حول مفاعلات الطاقة النووية – الوكالة الدولية للطاقة الذرية (بالإنجليزية)
- مؤتمر اليورانيوم يضيف نقاشاً حول حادثة اليابان (بالإنجليزية)
- نقاش: هل تمثل الطاقة النووية حلاً للاحتباس الحراري؟ (بالإنجليزية)
- معهد الطاقة النووية — كيف يعمل: توليد الطاقة الكهربائية (بالإنجليزية)
- فيديو التقنية الذكية تقنية ساك
- مواقع المفاعلات النووية حول العالم. (بالإنجليزية)
- اليورانيوم من الموسوعة العربية العالمية.